# Clubiona zacharovi
Clubiona zacharovi är en spindelart som beskrevs av Mikhailov 1991. Clubiona zacharovi ingår i släktet Clubiona och familjen säckspindlar. Inga underarter finns listade i Catalogue of Life.